# Premi Orwell (literatura)
El Premi Orwell és un premi anglès d'escriptura política. El guardó és atorgat per l'organització The Orwell Foundation. Cada any s'atorguen quatre premis: per a un llibre de ficció (establert el 2019), per a un llibre de no ficció sobre política, un per a periodisme i un per «exposar els mals socials de la Gran Bretanya» (establert el 2015); entre el 2009 i el 2012 es va atorgar un cinquè premi al millor blog. En cada cas, l'obra guanyadora és aquella que més s'acosta a la pròpia ambició de George Orwell de «convertir l'escriptura política en un art».
El 2014 es va endegar el Premi Orwell Jove, adreçat als estudiants a fi de «donar suport i inspirar una nova generació de joves escriptors compromesos políticament».
El teòric polític Bernard Crick va fundar el Premi Orwell el 1993 utilitzant els diners dels drets d'autor de l'edició de la seva biografia d'Orwell. Els seus patrocinadors ara són el fill d'Orwell, Richard Blair, The Political Quarterly, la Joseph Rowntree Foundation i els agents literaris d'Orwell Estate, AM Heath.
A més dels quatre premis habituals, els jutges poden optar per atorgar un premi especial. El 2009, Tony Judt va rebre un premi per a la seva trajectòria. L'any 2012 es va concedir un premi pòstum a Christopher Hitchens. El 2013, Marie Colvin va rebre un premi especial per On the Front Line després d'haver estat assassinada a principis d'aquell any mentre estava treballant a Homs.